# Russ Courtnall
Russell William "Russ" Courtnall, född 2 juni 1965, är en kanadensisk före detta professionell ishockeyspelare som tillbringade 16 säsonger i den nordamerikanska ishockeyligan National Hockey League (NHL), där han spelade för Toronto Maple Leafs, Montreal Canadiens, Minnesota North Stars, Dallas Stars, Vancouver Canucks, New York Rangers och Los Angeles Kings. Han producerade 744 poäng (297 mål och 447 assists) samt drog på sig 557 utvisningsminuter på 1 029 grundspelsmatcher. Han är bror till den före detta NHL-spelaren Geoff Courtnall.
Han draftades i första rundan i 1983 års draft av Toronto Maple Leafs som sjunde spelare totalt.
Efter karriären så sysslar han med filantropi på heltid och är involverad i bland annat i välgörenhetsorganisationen "The Courtnall Celebrity Classic Society" som bildades av honom och sina bröder, för att samla in resurser till att bota psykiska sjukdomar samt att öka medvetenheten hos allmänheten om det aktuella sjukdomsområdet. Han är gift med den amerikanska skådespelerskan Paris Vaughan, som är adoptivdotter till den berömda jazzsångerskan Sarah Vaughan.